# Partizanskaja (przystanek kolejowy w obwodzie moskiewskim)
Partizanskaja (ros. Партизанская) – przystanek kolejowy przy osiedlach dacz, w rejonie ruzskim, w obwodzie moskiewskim, w Rosji. Położony jest na linii Moskwa – Mińsk – Brześć. Najbliższą miejscowością jest Ziemlino.